# Евероде
Евероде (њем. Everode) општина је у њемачкој савезној држави Доња Саксонија. Једно је од 40 општинских средишта округа Хилдесхајм. Према процјени из 2010. у општини је живјело 524 становника. Посједује регионалну шифру (AGS) 3254015.

## Географски и демографски подаци
Евероде се налази у савезној држави Доња Саксонија у округу Хилдесхајм. Општина се налази на надморској висини од 188 метара. Површина општине износи 6,1 km². У самом мјесту је, према процјени из 2010. године, живјело 524 становника. Просјечна густина становништва износи 86 становника/km².